# Kodifikáció

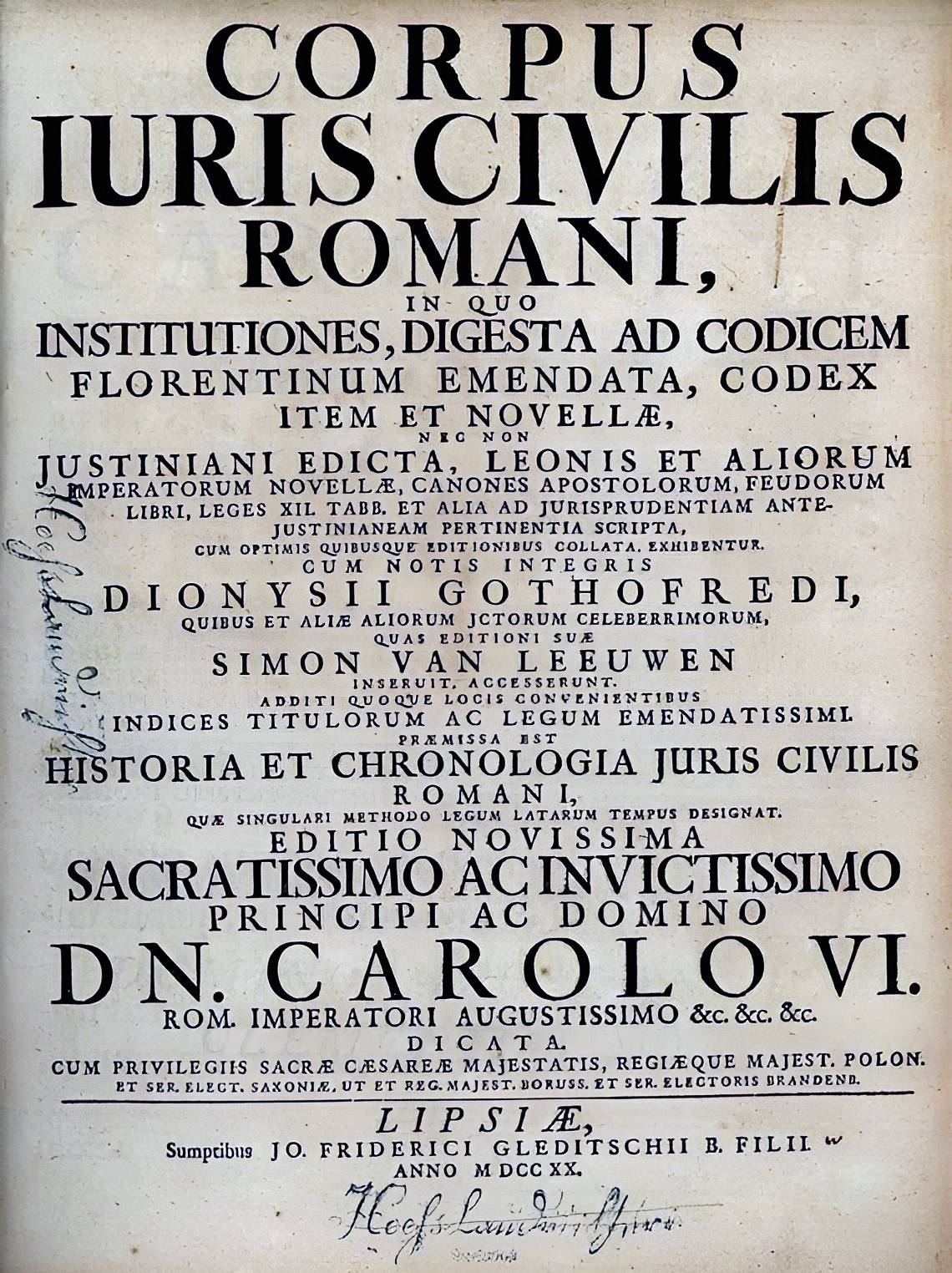
CORPUS IURIS CIVILIS ROMANI (Gothofredus, 1583)

A kodifikáció egy nagyobb életviszony-csoportra vonatkozó egynemű jogszabályok rendszerbe foglalása, szerves egységbe ötvözése. Eredményét törvénykönyvnek, kódexnek nevezik. A kodifikáció szót tágabb értelemben gyakran használják a jogalkotás folyamatának szinonimájaként.

## Középkori városi kodifikációk
Európában a középkori városok joga rendkívül sokféle jogforrásból állt össze, az ebből eredő jogbizonytalanságot és ellentmondásokat számos városban jogösszegzéssel, kodifikációs munkákkal próbálták feloldani. Az ebből adódó kihívásoknak a városok korszakonként eltérően próbáltak megfelelni:
- a korai kodifikációs szakaszban alapvetően a korábbi források összegyűjtésével, újrarendezésével jött létre az új városi jog – mint Hamburgban (1270) vagy Brémában (1303–1307). A jogrendezést legtöbbször egy kisebb kodifikációs bizottság végezte, melyet aztán a városi tanács, vagy a polgárközösség jóváhagyott. Előfordult (például Hamburgban), hogy más városok korábbi kodifikációs munkáit is figyelembe vették.
- A következő kodifikációs hullám a 15. – 16. században következett be. Ez alapvetően összhangban volt a Német-római Birodalomban jelentkező megújulási szándékkal. Ezek az újítási törekvések azonban sajátos, középkori viszonyok között úgy jelentek meg, hogy bennük a „régi jó viszonyok” helyreállítását fogalmazták meg célkitűzésnek. Emiatt ezen korszak kodifikációs termékeit reformációnak, vagy új reformációnak nevezik. Jelentősebb reformációk ebben az időben Köln (1437), Nürnberg (1479), Hamburg (1497), Worms (1499) vagy Freiburg (1520) városokban történtek.
- A kodifikációt jelentősen felgyorsította a könyvnyomtatás elterjedése. Az első európai, nyomtatásban megjelent világi törvénykönyv Róma város 1471-es reformált városjoga volt, Nürnberg jogát pedig hatszor nyomtatták ki 1564-ig. Ezután a források bősége miatt a városok gyakran éltek kompilációs módszerekkel, akár más városok jogának egyszerű átvételével.

## A modern kor felé tartva

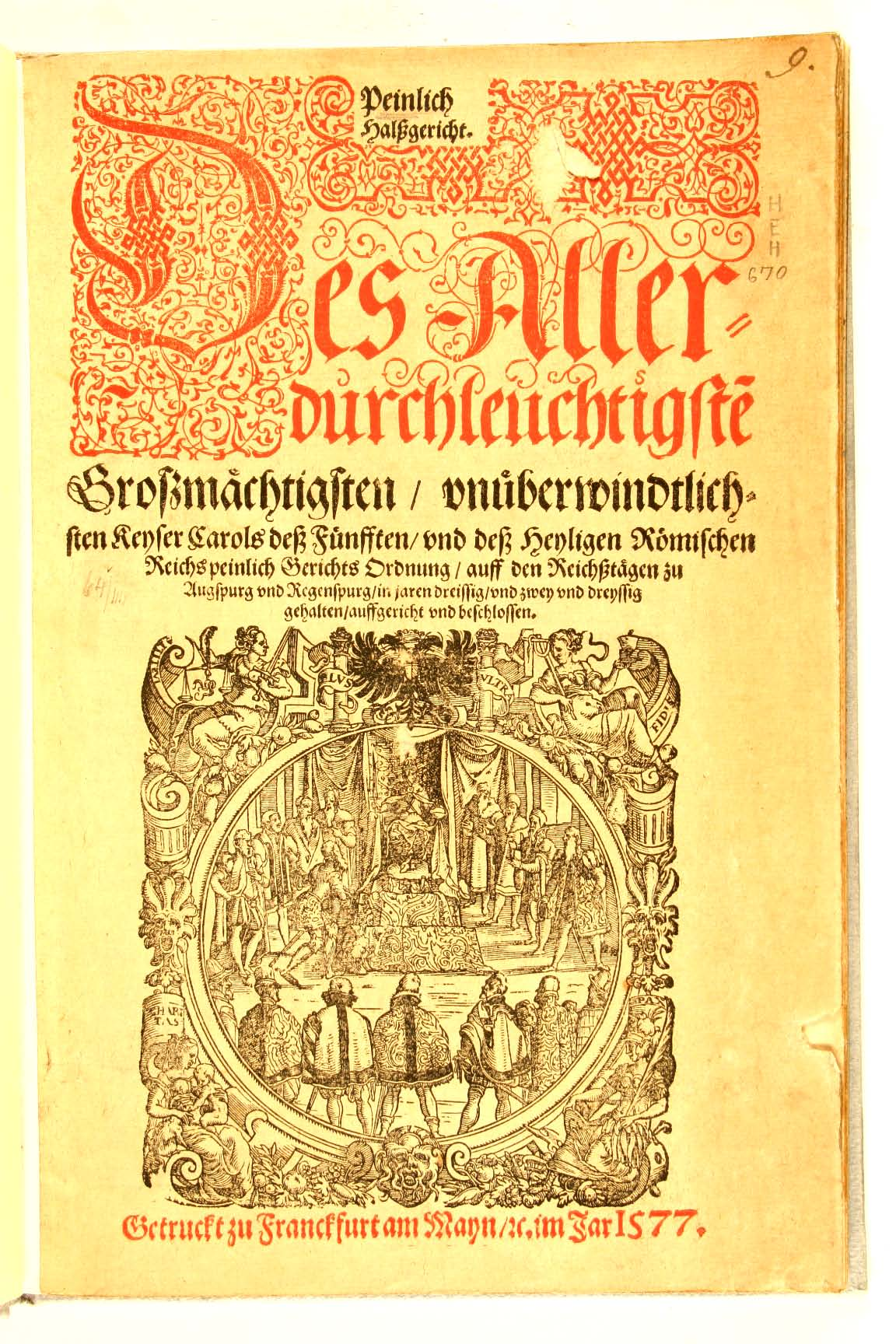
CCC (Imprint: Frankfurt, J. Schmidt. Verlegung Sigmund Feyrabends, 1577)

### Constitutio Criminalis Carolina (CCC)
Ez az 1532-es, büntető anyagi és eljárási szabályokat egyesítő törvénykönyv északolasz és német városi előzményekből táplálkozott, közvetlen előkészítőjének a Constitutio Criminalis Bambergiensis tekinthető. Johann von Schwarzenberg munkája, a Carolina a tényállásokat próbálta rögzíteni, szabályozta az inkvizitórius eljárást, keretek közé próbálta szorítani a tortúrát. Az egyfokú bírósági eljárások második szakaszai a gyanújelek együttes fennforgása esetén (tényállásszerűség) indultak el. Kizárta a hasonlóság alapján (analógia) történő ítélkezést. Büntetési rendszere abszolút határozott és szigorú. Hatása egyes területeken egészen a 19. század elejéig volt kimutatható. 

### Porosz Általános Törvénykönyv (ALR)
Az Allgemeines Landrecht für die Preussischen Staaten (ALR) a fölvilágosult abszolutizmus eredményeképp jött létre. A kodifikációs munkálatok a relatív természetjogra támaszkodnak. Magánjogi és közjogi-közigazgatási joganyagot is átfogó kódex.
Két fő részre tagolódik: 
·       dologi jog
o  személyek vagyonjogát fogja át
o  tulajdonszerzés módjai
o  öröklés útján való tulajdonszerzés
o  tulajdon megőrzése és elvesztése
o  közös tulajdon
o  dolgokon való dologi és személyes jog
·       egyesülési jog
o  házi viszonyokkal foglalkozó kérdések (család, családi javak, cselédjog)
o  alkotmány- és közigazgatási jog (rendekkel, az államnak polgáraival kapcsolatos jogai és kötelezettségei)
Korlátozott természetjogi jellegét mutatja, hogy bár megemlíti a társadalmi szerződést és az elidegeníthetetlen emberi jogokat, de ezek csak addig vannak érvényben, amíg az államot nem veszélyeztik. Egész szellemét a méltányosság és igazságosság jellemzi.  Alapelve: nem az embereknek, hanem a törvényeknek kell uralkodniuk. Szabályozási módja kazuisztikus: minden lehetséges esetet szabályozni kívánt, legalább utalással (pl.: ami XX-re elrendeltetett, az XY-ra is vonatkozik). Kazuisztikus jellege túl terjengőssé tette: 17.000 cikkelyt tartalmaz. A francia és az osztrák polgári törvénykönyvek messze meghaladták absztrakciójukban. A törvényi értelmezést nem engedélyezte sem a tudomány művelőinek, sem a bíróságoknak, értelmezésért a törvényhozási bizottsághoz lehetett fordulni. Magánjogi tartalma nem engedett a német jognak nagyobb teret, mint amennyivel eddig is bírt. Magánjogi részei a BGB életbelépéséig (1900. 01.01.) voltak hatályban. Közigazgatásjogi részéből a rendészeti jog 1930-ig, más elemek pedig 1960-as években is hatályban voltak. Utolérte a kodifikációk sorsa: mire létrejött, megszűnt a felvilágosult abszolutizmus a porosz államban, és a természetjog is kifulladt, melynek helyét a 19. századi jogi iskola vette át. Külföldi hatása nem volt.

## A polgári korszak jelentős kodifikációi

### A Code Civile
A francia kódexek közül a legjelentősebb az 1804-es polgári törvénykönyv (a Code Civile). Tartalmazta a jogegyenlőség elvét és többek között felszámolta a rendek különjogait. Központi kérdése volt a tulajdon szentsége. A szerződési és végrendelkezési szabadságra vonatkozó elveivel dinamizálta az addig statikus tulajdonfogalmat. 2281 szakaszból áll, bevezetésből és három könyvből épül fel. Tartós, a modern viszonyoknak megfelelő törvénykönyv, mindmáig hatályban van Franciaországban, de egyéb területeken is (pl. a kanadai Quebecben vagy az USA Louisiana államában), a joggyakorlat pedig sikeresen továbbfejlesztette, így átfogó revíziója mindmáig szükségtelennek bizonyult.

### Az osztrák polgári törvénykönyv
A 18-19. századi osztrák kodifikáció eredménye.  ABGB néven 1812. jan 1-én lépett hatályba. 
Eszménye egy önálló, kötöttségektől mentes szabad állampolgár. 
Magánjogi törvénykönyv, közjogot nem tartalmazott. 
Szerkezet: 1. személyi jog 2. vagyonjog 3. közös rendelkezések 
Magyarországra is hatással volt, majd az Ideiglenes Törvénykezési szabályok kiiktatta a hazai jogból. 

### A német polgári törvénykönyv (BGB)
1873-ban kezdték meg a kodifikációt, majd 1900. január 1-én lépett hatályba. 
Követi a római jogot- pandekta rendszeren alapul. 
Szerkezete: 1. általános rész (személyek) 2. kötelmi jog 3. dologi jog 4.családjog 5. öröklési jog 
Laikusok számára nehezen érthető, jogászi nyelvezetű.